# Нахимовское (Смоленская область)
Нахимовское — село в Холм-Жирковском районе Смоленской области России. Административный центр Нахимовского сельского поселения.

## География
Находится на левом берегу Днепра на возвышенной местности между самой рекой и впадающим в неё озером. Расположено в северной части области в 17 км к востоку от Холм-Жирковского.
В селе на берегу Днепра имеется насыпной курган. Такие же курганы располагаются на территории ещё ряда сел. Полагают, что по Днепру в районе села Волочек проходила граница с Литвой, а курганы служили сторожевыми пунктами. Прежнее название села по всей видимости произошло от слова волок, в древности здесь существовал волок из Днепра в Вазузу.

## История
Первые упоминания относятся к 1624 году. Однако, судя по тому, что на берегу озера находили выварки железа, на этой территории и ранее находилось древнее поселение, именуемое в источниках Загробьем, или Загробским станом. Оно существовало ещё в до того, как Смоленские земли вошли в состав Литвы, и по размеру сопоставимо с городом. На территории поселения находились 5 церквей, множество кузниц, мыловаренная и полотняная фабрики. Около 1621 года село было пожаловано князю Григорию Ромодановскому. Он владел им совместно с Богданом Бельским. Затем в 1647 году Ромодановские выкупили все село в вотчину. В 1651 году вотчина заложена Евдокией Матюшкиной, в 1653 году перешла как приданое её мужу Семену Милославскому. После его смерти в 1660 году вотчина вновь переходит к Евдокии. Она вышла замуж за князя Петра Прозоровского, и уже в 1678 году село Волочек и деревни Грашково и Глыбино записаны за их дочерью Марией Петровной Прозоровской. После женитьбы князя Иоанна Куракина на М. Прозоровской вотчина досталась ему. После смерти князя в 1686 году усадьба вновь оформлена за Марией, а она передала её в 1688 году сыну-князю Иоанну Куракину. Но при составлении завещания в 1705 году владелица имения передала вотчину своему пасынку князю Борису Куракину и невестке Марии. Они в том же году продали её стольнику Исаие Бровизыну, который в марте 1705 г. «променял её дьяку Ивану Румянцеву». При семейном разделе недвижимости вотчина дана жене брата Михаила Марии Васильевой, по второму мужу Мижиевой. Она в 1744 году продала Волочек барону Сергею Григорьевичу Строганову. В 1765 году владельцем села стал Семён Мануилович Нахимов, купивший Волочек у графа Александра Сергеевича Строганова. До 1952 года село называлось Волочек, переименовано в честь 150-летия со дня рождения Нахимова П. С. — знаменитого Российского адмирала, который часто бывал в этом селе в доме своего крёстного отца и дяди Нахимова Н. Н. По некоторым данным будущий адмирал, после смерти родителей, проживал здесь до отъезда в Санкт-Петербург и более уже не возвращался. До 1778 года село принадлежало Вяземскому уезду, после — к Сычевскому уезду.
После смерти С. М. Нахимова Волочек был разделен на три части между сыновьями его братьев. Участок, на котором впоследствии сложилась усадьба, достался «коллежскому секретарю и кавалеру» Николаю Матвеевичу Нахимову и находилась во владении его потомков до 1917 г. Другая часть, переданная коллежскому асессору Андрею Михайловичу Нахимову, — деревня Введенская, названная в честь стоявшего здесь в XVII в. храма, — позже сельцо Михайловское, пройдя через семьи Малышевых, Селивановых перешла к Зайончковским.
В 1952 году, в связи с 150-летием со дня рождения Нахимова село Волочек переименовано в Нахимовское.

## Усадьба и церкви
На территории села Волочек были обнаружены остатки 5 церквей — Бориса и Глеба, чудотворца Никиты, Ведения Пресвятыя Богородицы с приделом Святой Пятницы, святого Николая чудотворца. Во время литовских нашествий XV—XVII вв. храмы были разрушены. Но впоследствии две церкви отстроили заново: церковь Бориса и Глеба (1703) и Введения во Храм Пресвятой Богородицы (1770). Введенская церковь была построена на средства сотника Ахтырского полка Семена Мануиловича Нахимова. К тому же периоду относится и постройка двухэтажного усадебного дома.
В 1941 году прямым попаданием из немецкой пушки была разрушена верхняя, деревянная часть господского дома.
До нашего времени дошли только флигель усадьбы, в котором ранее находилась сыроварня и развалины цокольного этажа барского дома. Храмы и сама усадьба не сохранилась. Усилиями местных энтузиастов и почитателей великого земляка была воссоздана копия беседки на берегу озера и лестничный спуск к озеру от усадебного дома. В селе организован краеведческий музей, проводятся мероприятия в памятные нахимовские даты.

## Население
316 человек (2007 год).